# Наташа Нинкович
Наташа Нинкович (на сръбски: Наташа Нинковић / Nataša Ninković; 22 юли 1972, Требине) е сръбска, босненска и югославска театрална и киноактриса, най-известна с ролите си във филмите „Спасителят“, „Живот и война“, „Професионалист“, „Клопка“ и др. Носителка на няколко престижни награди.

## Биография
Родена е на 22 юли 1972 г. в град Требине, СФРЮ (днес в Република Сръбска, Босна и Херцеговина). Детството си прекарва там с родителите си Бранко и Милена Нинкович, завършва местните начално и средно училище. Постъпва в Белградския университет, където преминава обучение във Факултета по драматични изкуства под ръководството на професор Владимир Евтович. Нейни съкурсници са известни артисти като Воин Четкович, Сергей Трифунович и Небойша Глоговац. Завършва университета през 1994 г.
Снимките си в киното Нинкович започва още по време на обучението в университета през 1989 г., изпълнявайки епизодични роли във филмите „Најбољи“ и „Три карте за Холивуд“. Става известна на широката общественост през 1998 г., след като изиграва една от главните роли в касовия американски филм „Спасителят“, посветен на трагичните събития от Босненската война. За тази роля тя получава няколко престижни кинонагради, по-специално е призната за най-добра актриса на руския фестивал „Кинотавър“ в Сочи, получава няколко награди от сръбския фестивал в Ниш.
През 2003 и 2004 г. участва във филма „Професионалист“ и телевизионната поредица „Смесен брак“. През 2006 и 2007 г. се снима в роли в сериала „Ljubav, navika, panika“ и филма „Клопка“. През 2008 г. изпълнява една от главните роли в телевизионния сериал „Ранения орел“.
Изпълнява множество роли в спектакли на сцената на Народния театър в Белград. Има няколко театрални награди: през 2002 г. е удостоена с наградата на фестивала „Дни на комедията“ за участието си в постановката „Сън в лятна нощ“, през 2005 г. е призната за най-добра актриса на Белградския драматичен театър за спектакъла „Трансилвания“, три пъти е най-добра актриса на Народния театър в Белград (2001, 2002 и 2010 г.).
Живее в Белград. Омъжена е за Ненад Шаренац, има 2 деца – близнаците Лука и Матия.

## Филмография
| Име                              | Оригинално име               | Година | Роля            | Бележки                 |
| -------------------------------- | ---------------------------- | ------ | --------------- | ----------------------- |
| „Най-добрият“                    | Najbolji                     | 1989   | сервитьорка     |                         |
| „Три билета за Холивуд“          | Tri karte za Holivud         | 1993   | Луция           |                         |
| „Аптека Голубович“               | Golubovića apoteka           | 1998   | Елена           | телефилм                |
| „Княз Михайло“                   | Knez Mihajlo                 | 1998   |                 | телефилм                |
| „Спасителят“                     | Savior                       | 1998   | Вера            |                         |
| „Семейно съкровище“              | Porodično blago              | 1998   | Ружица Ранкович | телесериал; 1998 – 2001 |
| „Живот и война“                  | Rat uživo                    | 2001   | Лола            |                         |
| „Датчанин в Сърбия“              | Den serbiske dansker         | 2001   | Eма             | телефилм                |
| „Майстор“                        | Majstor                      | 2001   |                 | телефилм                |
| „Илка“                           |                              | 2003   | Елена Маркович  | телефилм                |
| „Професионалист“                 | Profesionalac                | 2003   | Марта           |                         |
| „Смесен брак“                    | M(j)ešoviti brak             | 2004   | Лола            | телесериал; 1 епизод    |
| „Имам нещо важно да ти кажа“     | Imam nešto važno da ti kažem | 2005   | майка           |                         |
| „Ивкова слава“                   | Ivkova slava                 | 2005   | Параскева       |                         |
| „Направено в Югославия“          |                              | 2005   | Мария           |                         |
| „Идеални отношения“              | Idealne veze                 | 2005   | Тамара          | телесериал              |
| „Луд, объркан, нормален“         | Ljubav, navika, panika       | 2006   | Божана          | телесериал; 1 епизод    |
| „Клопка“                         | Klopka                       | 2007   | Мария           |                         |
| „Улицата на липите“              | Ulica lipa                   | 2007   | Сашка           | телесериал; 2007 – 09   |
| „Регион St. 2“                   | Pokrajina St. 2              | 2008   | Ружица          |                         |
| „Раненият орел“                  | Ranjeni orao                 | 2008   | Вукица          | телесериал; 2008 – 09   |
| „Горчив плод“                    | Gorki plodovi                | 2008   | Анита           | телесериал; 2008 – 09   |
| Бърза помощ                      |                              | 2009   |                 |                         |
| „Някои други истории“            |                              | 2010   | Милена          |                         |
| „Непобедимо сърце“               | Nepobedivo srce              | 2011   | Кача Стаджич    | телесериал              |
| „Липовият цвят на Балканите“     | Cvat lipe na Balkanu         | 2011   | Рики Сал        | телесериал              |
| „Смъртта на човека на Балканите“ | Smrt čoveka na Balkanu       | 2012   | Нада            |                         |